# 衡阳技师学院
衡阳技师学院（HengYang Technician College）是位于中国湖南省衡阳市的一所公立技工院校，是湖南省第一所技师学院。

## 学院历史
2006年12月，经湖南省人民政府、省劳动和社会保障厅批准，由衡阳市第一高级技工学校、衡阳市机电工程学校、衡阳市生物与信息学校、衡阳经济贸易学校四所学校合并为衡阳技师学院。

## 开设专业
学院开设专业目前有34个，学制分为3年（面向初中毕业）、4年（面向高中毕业）5年（面向初中毕业）、6年（面向初中毕业），分别对应中技、高技、预备技师，中技、高技、预备技师分别等同于中专、大专和本科学历。